# Franz Herre
Franz Herre (Fischen im Allgäu, 11 aprile 1926) è un giornalista e storico tedesco.

## Biografia
Laureato in Filosofia all'Università di Monaco di Baviera, dal 1962 al 1981 è stato caporedattore presso il canale radiofonico "Deutsche Welle". Si è distinto come «apprezzato ed eccellente autore di numerose biografie storiche» ("Die Zeit"). Indro Montanelli scrisse di lui: «Herre è una specie di mago, in grado di prender quattro ossa e una manciata di polvere per dar loro vita, corpo e anima».

## Opere tradotte in italiano
- Francesco Giuseppe. Splendore e declino dell'Impero asburgico nella vita del suo ultimo grande rappresentante, a cura di Maria Teresa Giannelli, trad. Argia Micchettoni, Collana Storica, Rizzoli, Milano, Iª ed. 1979
- La Rivoluzione americana: nascita di una nazione, trad. Gianna Santina Accatino Ruschena, Collezione Storia, BUR, Milano, 1981
- Storia del buon gusto in cucina. Riti e segreti della buona tavola (tit. or. Der Vollkommene Feinschmecker), trad. Lydia Magliano, Collana Storica, Rizzoli, Milano, Iª ed. 1981
- Prussia. Nascita di un Impero. L'ascesa della nazione tedesca, romantica e militarista, patriottica e borghese, nella vita del Kaiser Guglielmo I, re di Prussia, imperatore di Germania, trad. Anna Corbella, Collana Storica, Rizzoli, Milano, 1982
- Radetzky. Il nemico degl'italiani, trad. Lydia Magliano, Collana Biografie, Rizzoli, Milano, Iª ed. 1982
- Metternich: considerò l'Italia un'espressione geografica, trad. Lydia Magliano, Introduzione di Indro Montanelli, Collana Biografie, Bompiani, Milano, Iª ed. 1984
- Ludwig II, trad. Simona Vigezzi, Collana Biografie, Bompiani, Milano, Iª ed. 1987
- Napoleone Bonaparte, Collana Biografie, Bompiani, Milano, Iª ed. 1989
- Napoleone III. Splendore e miseria del Secondo Impero, trad. Anna Martini Lichtner, Collezione Le Scie, Mondadori, Milano, Iª ed. 1992
- Bismarck. Il grande conservatore, trad. Anna Martini Lichtner, Collezione Le Scie, Mondadori, Milano, Iª ed. 1994
- Guglielmo II. L'ultimo Kaiser, Collezione Le Scie, Mondadori, Milano, Iª ed. 1996
- Maria Luigia. Il destino di un'Asburgo da Parigi a Parma, Collezione Le Scie, Mondadori, Milano, Iª ed. 1998
- Maria Teresa. Il destino di una sovrana, Collezione Le Scie, Mondadori, Milano, Iª ed. 2000
- Eugenio di Savoia. Il condottiero, lo statista, l'uomo, trad. Anna Martini Lichtner, Collezione Storica, Garzanti, Milano, Iª ed. 2001